# Скрёбухово
Скрёбухово — деревня в Серпуховском районе Московской области. Входит в состав Дашковского сельского поселения (до 29 ноября 2006 года входила в состав Райсемёновского сельского округа).

## Население
| 2002 | 2006 | 2010 | 2015 |
| ---- | ---- | ---- | ---- |
| 1    | ↗4   | →4   | ↗7   |

## География
Скрёбухово расположено примерно в 28 км (по шоссе) на северо-запад от Серпухова, на безымянном правом притоке реки Нара, высота центра деревни над уровнем моря — 164 м.

## Современное состояние
На 2016 год в деревне зарегистрировано 3 садовых товарищества. Скрёбухово связано автобусным сообщением с райцентром и соседними населёнными пунктами.